# Hedvikov
Hedvikov je samota, část města Třemošnice v okrese Chrudim. Nachází se asi 1 km na východ od Třemošnice. V roce 2009 zde byla evidována jedna adresa. V roce 2001 zde trvale žilo 13 obyvatel.
Hedvikov leží v katastrálním území Třemošnice o výměře 6,75 km2.
Hedvikov leží v těsné blízkosti Národní přírodní rezervaci Lichnice - Kaňkovy hory. Sídlí zde Kovolis Hedvikov a.s., výrobce součástek pro automobily.

## Akce skupiny bratří Mašínů
Místní podnik Kovolis Hedvikov byl cílem jedné z akcí skupiny bratří Mašínů. Václav Švéda s Josefem Mašínem na základě tipu od Zbyňka Janaty, znalého poměrů v závodě, přepadli 2. srpna 1952 u obce Žleby v uniformách Lidových milicí automobil s penězi pro výplatu mezd zaměstnancům. Zastřelili účetního Rošického a uprchli s téměř 900 tisíci korunami. Přepadení dodnes vyvolává emoce, zejména kvůli osobě zabitého úředníka, který rozhodně nebyl typickým představitelem komunistické moci.